# Дивизийное
Дивизийное (укр. Дивізійне) — село,
Артельный сельский совет,
Лозовский район,
Харьковская область, Украина.
Код КОАТУУ — 6323980504. Население по переписи 2001 года составляет 18 (6/12 м/ж) человек.

## Географическое положение
Село Дивизийное находится на расстоянии в 5 км от реки Орелька и канала Днепр — Донбасс.
По селу протекает пересыхающий ручей с запрудами, выше по течению которого на расстоянии в 1 км расположено село Водолага.

## История
- 1823 — дата основания.